# 위치자/식별자 분리 프로토콜

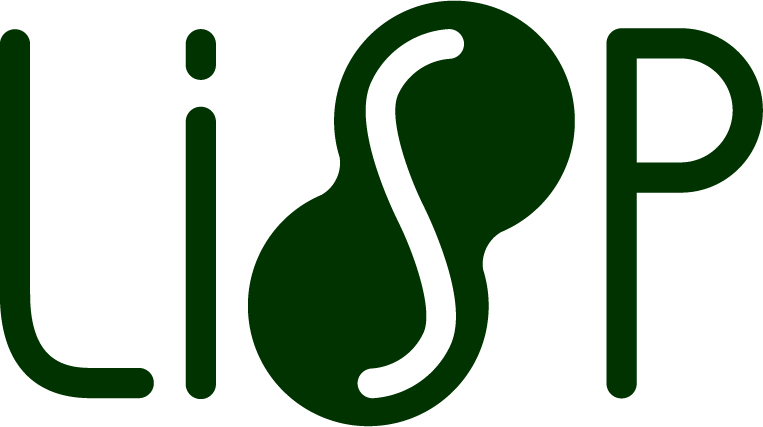
LISP 로고

위치자/식별자 분리 프로토콜(LISP; Locator/Identifier Separation Protocol)은 “map-and-encapsulate” 프로토콜로, 현재 국제 인터넷 표준화 기구(IETF)의 LISP 워킹 그룹에서 개발되고 있다. “분리”뒤에 숨어 있는 기본적인 개념은 인터넷 아키텍처가 한 개의 IP 주소 공간에 두 개의 기능 - Routing Locator(당신이 네트워크에 붙어 있는 장소)와 식별자(당신이 누구인지) - 을 결합하고 있다는 것이다. LISP는 네트워크 기반의 “map-and-encapsulation(RFC-1955)”를 따르는 IPv4 와 IPv6 의 분리를 지원한다. LISP 에서는 식별자와 위치 정보가 IP 주소가 될 수도 있고 GPS 좌표나 MAC 주소와 같은 임의의 요소일 수도 있다.

## 역사적 기원
인터넷 아키텍처 위원회(IAB:Internet Architecture Board)가 주최한 2006년 10월의 “라우팅 및 어드레싱 워크샵”에서는 확장 가능한 라우팅 및 어드레싱 방식이 새로운 관심사가 되었다. 현행 라우팅 체계의 확장성과 IPv4 주소 체계의 고갈이 임박했음이 그 주된 이유였다. 그 이후, IAB 의 워크샵에서 제기된 우려에 대해 몇 가지 제안들이 대두되었다. 이러한 제안들에는 공통된 개념이 있었는데, 이는 인터넷 장비의 숫자 체계 내에서 위치정보(Locator)와 식별자(Identifier)를 분리하자는 것이었으며, “Loc/ID Split”이라고 불리게 되었다.

### 현재의 인터넷 프로토콜 아키텍처
현재 IP(Internet Protocol)에서 사용되는 이름 공간(namespace) 아키텍처는 아래와 같은 두 가지의 역할을 수행하기 위해 IP 주소를 사용한다.
- 로컬 네트워크 주소 체계 내에서 네트워크 인터페이스를 식별하기 위한 종단(end-point) 식별자(identifier)로서의 역할
- 패킷 전달(routing) 목적을 위한 위치정보(locator), 이는 더 큰 라우팅 체계 내에서 네트워크 인터페이스를 식별하기 위해 사용된다.

## LISP

### 장점
위치자(locator)와 식별자를 분리함으로써 다음과 같은 장점들이 생긴다.
- 라우팅 확장성의 개선
- Active-Active 구성에서 BGP 없이 복수 구성 가능(BGP-free multihoming)
- 주소체계의 전환: IPv4 상에서 IPv4, IPv4 상에서 IPv6, IPv6 상에서 IPv6, IPv6 상에서 IPv4
- 인입트래픽 가공(Inbound Traffic Engineering)
- 모빌리티 확보
- 구성 단순화
- 호스트(서버 등과 같은)의 변경이 필요 없음

### 관련 용어
- 라우팅 위치자(RLOC:Routing Locator): RLOC는 반출라우터(백본 출구에 위치하는 라우터, ETR:egress tunnel router)의 IPv4 또는 IPv6 주소이다. 하나의 RLOC는 EID-to-RLOC 매핑 검색의 결과이다.
- 종단 식별자(EID:Endpoint ID): EID는 패킷의 첫 번째 LISP 헤더 내에 위치하는 소스 및 목적지 주소 필드에 기입되는 IPv4 또는 IPv6 주소이다.
- 반출라우터(ETR:Egress Tunnel Router): 목적지 주소가 “외부”의 라우팅 위치자(RLOC) IP 헤더를 가지는 패킷을 받아들이는 라우터이다. ETR 기능이 라우터 장비에만 한정되는 것은 아니며, 서버 호스트가 LISP 터널의 종단점 역할을 수행할 수도 있다.
- 인입라우터(ITR:Ingress Tunnel Router): ITR 은 한 쪽 네트워크로부터 IP 패킷을 받아서 LISP 로 감싼 IP 패킷을 다른 쪽의 네트워크로 전송한다.
- 프록시 반출라우터(PETR:Proxy ETR): PETR 은 LISP 와 비 LISP 사이트 간의 네트워킹에 사용된다. ETR 과 유사한 방식으로 작동하며, LISP 네트워크를 대표하여 비 LISP 네트워크 쪽으로 패킷을 보낸다.
- 프록시 인입라우터(PITR:Proxy ITR) - PITR 은 비 LISP 와 LISP 사이트 간의 네트워킹에 사용된다. PITR 은 ITR 과 유사한 방식으로 작동하며, 비 LISP 사이트를 대표해서 LISP 네트워크 쪽으로 패킷을 보낸다.[6]
- xTR: 데이터 흐름의 방향이 문서 내에서 구별될 필요가 없을 때 ITR 이나 ETR 을 지칭하는 용어로 사용된다. xTR 은 터널 종단(Tunnel Endpoint)인 라우터를 지칭한다.[7]

## LISP 매핑 시스템
LISP(Locator/Identifier Separation Protocol)에서는 네트워크 구성요소들(라우터 등)이 종단 식별자(EID)와 라우팅 위치정보(RLOC)를 매핑하여 검색하는 역할을 수행하여야 한다. 그리고 이 과정은 인터넷(네트워크)내의 종단(서버 등)에는 투명하게 이루어져야 한다. 이러한 매핑은 매핑 시스템이라 불리는 분산 데이터베이스에 저장되며, 분산 데이터베이스는 검색 요청에 응답하여야 한다. LISP beta networkLISP 베타 네트워크는 LISP+ALT(LISP ALternative Topology)라고 불리는 BGP 기반의 매핑 시스템을 사용한다. 만약 다른 어떤 설계가 추가적인 이점을 제공하는 것이 증명되면, 이 프로토콜 설계는 새로운 매핑 시스템에 쉽게 플러그-인 하도록 한다. 몇몇 제안이 이미 대두되고 있으며, 현재 비교 검토되고 있다.

## 구현체
- 시스코가 자사의 IOS와 NX-OS이미지에서 LISP를 지원한다.
- Université catholique de Louvain와 T-Labs 의 연구팀이 OpenLISP 보관됨 2012-04-18 - 웨이백 머신 라고 하는 FreeBSD 구현체를 작성하였다.[12]
- LISPmob 은 리눅스 기번으로 LISP 모바일 노드 규격[13]을 구현한 오픈 소스 구현체이다.

## LISP 베타 네트워크
LISP를 가지고 실제 활용된 테스트베드가 개발되었다. 참여단체로는 구글, 페이스북, NTT, Level3, InTouch N.V. 그리고 Internet Systems Consortium과 같은 단체가 있다. 2010년 10월 기준으로 50개 회사와 13개국이 참여하고 있다. 참여하는 라우터들의 지역적 분산 현황(그리고 그들의 구성 정보들)을 LISPmon 프로젝트 웹 사이트에서 확인할 수 있다. 여러 회사들에 의한 프로그램인 LISP4.net 은 https://web.archive.org/web/20190930055529/https://www.lisp4.net/%EC%97%90%EC%84%9C 이 베타 네트워크에 대한 관련 정보를 제공하고 있다.

## 다른 접근들
이 두 가지 기능을 분리하고 인터넷의 확장성을 개선하기 위한 몇몇 제안들이 제출되었다. 예를 들어, 네트워크 기반의 솔루션인 GSE/8+8, 호스트 기반의 솔루션인 SHIM6, HIP, ILNP와 같은 것들이 있다.

## 같이 보기
- 프록시 모바일 IPv6